# Hacks (série télévisée)
Pour les articles homonymes, voir Hacks.
Hacks est une série télévisée américaine de comédie dramatique créée par Lucia Aniello, Paul W. Downs et Jen Statsky, et mise en ligne depuis le 13 mai 2021 sur HBO Max.
En France, cette série est diffusée à partir du 22 octobre 2023 sur Teva.
Mettant en vedette Jean Smart, Hannah Einbinder et Carl Clemons-Hopkins, la série est centrée sur la relation professionnelle entre une jeune autrice de comédie et une humoriste légendaire. La série a reçu de nombreuses critiques positives et récolté des récompenses, notamment les Primetime Emmy Awards pour son écriture exceptionnelle, la réalisation exceptionnelle, ainsi que la récompense de la  meilleure actrice pour Jean Smart, ainsi que le Golden Globe de la meilleure série télévisée musicale ou comique.

## Synopsis
Deborah Vance, légendaire humoriste de Las Vegas, doit réinventer son numéro vieillissant pour éviter de perdre ses passages au Palmetto Casino. Ava est une jeune scénariste incapable de trouver du travail en raison d'un tweet insensible et de sa réputation d'égocentrisme et d'arrogance. Lorsque l'agent d'Ava l'envoie travailler comme autrice pour les sketchs de  Deborah, les deux se lient lentement alors qu'Ava pousse sa nouvelle patronne à prendre plus de risques et que Deborah, à son tour, aide Ava à résoudre ses problèmes personnels.

## Distribution

### Acteurs principaux
- Jean Smart (VF : Martine Irzenski) : Deborah Vance, une humoriste légendaire de Las Vegas
- Hannah Einbinder (VF : Edwige Lemoine) : Ava Daniels, une comédienne malchanceuse
- Carl Clemons-Hopkins (en) (VF : Arthur Khong) : Marcus, conseiller le plus proche de Déborah et gestionnaire de sa carrière

### Acteurs récurrents
- Rose Abdoo (en) (VF : Chantal Baroin) : Josefina, l'intendante de Deborah
- Christopher McDonald (VF : Bernard Lanneau) : Marty Ghilain, PDG du Palmetto Casino
- Paul W. Downs (en) (VF : Julien Allouf) : Jimmy LuSaque, manager de Deborah et Ava
- Mark Indelicato (VF : Baptiste Mège) : Damien, l'assistant personnel de Deborah
- Megan Stalter (en) (VF : Youna Noiret) : Kayla, la fille tête en l'air du patron de Jimmy et son assistante
- Poppy Liu (VF : Lydia Cherton) : Kiki, le croupier personnel de Deborah au blackjack
- Kaitlin Olson (VF : Bérangère Jean) : Deborah « DJ » Vance Jr., la fille de Deborah
- Johnny Sibilly (VF : Benoît Cauden) : Wilson, le controleur qui se dispute avec Marcus
- Angela Elayne Gibbs (VF : Annie Milon) : Robin, la mère de Marcus
- Jane Adams (VF : Claire Guyot) : Nina, la mère d'Ava
- Joe Mande (en) (VF : Thierry d'Armor) : Ray, un employé d'hôtel pour le Palmetto
- Lauren Weedman (VF : Marie-Ève Dufresne) : Mme Pezzimenti, maire de Las Vegas
- Lorenza Izzo (VF : Sandra Parra) : Ruby, l'ex-petite amie d'Ava
- Luenell (VF : Maïk Darah) : Miss Loretta, la petite amie de Robin

### Invités
- Jefferson Mays (en) : TL Gurley, un antiquaire qui en veut à Deborah
- Brent Sexton (saison 1) et W. Earl Brown (saison 2) (VF : Jean-François Aupied) : Michael, le patron de Jimmy et le père de Kayla
- Jeff Ward (en) (VF : Thomas Roditi) : George, un homme qu'Ava rencontre et avec qui elle se lie
- Louis Herthum (VF : Guillaume Orsat) : Dennis, le père d'Ava
- Anna Maria Horsford (VF : Virginie Emane) : Francine, une comédienne chevronnée et vieille amie de Deborah
- Linda Purl : Kathy Vance, la sœur séparée de Deborah
- Chris Geere et Kirby Howell-Baptiste : Jesse et Daisy, deux producteurs de télévision britanniques qui interviewent Ava
- Martha Kelly (en) (VF : Natacha Muller) : Barbara, une représentante des ressources humaines (saison 2)
- Ming-Na Wen : Janet Stone, agente et rivale de Jimmy (saison 2)
- Laurie Metcalf (VF : Cléo Anton) : « Weed », directrice de tournée excentrique (saison 2)
- Wayne Newton (saison 2) : lui-même
- Margaret Cho (saison 2) : elle-même
- Harriet Sansom Harris : Susan, une vieille amie de Deborah (saison 2)
- Susie Essman : Elaine Carter, réalisatrice et vieille amie de Deborah (saison 2)
- Devon Sawa (saison 2)

## Production
En mai 2020, HBO Max a annoncé qu'il avait repris la série et que Jean Smart interperterait. Un casting supplémentaire a été annoncé en février 2021. En raison de la pandémie de Covid-19, les acteurs ont tenu des réunions sur Zoom, il n'y a pas eu de soirées avec les acteurs pendant la production, et les stars Smart et Clemons-Hopkins ne se sont même rencontrées en personne que quelques minutes avant le début du tournage.
En juin 2021, HBO Max a renouvelé la série pour une deuxième saison et le casting a ajouté Laurie Metcalf, Martha Kelly et Ming-Na Wen dans des rôles récurrents et Margaret Cho en guest star.

## Sortie
La série a été diffusée le 13 mai 2021, avec une sortie en deux épisodes. Deux épisodes ont été diffusés sur une base hebdomadaire jusqu'au 10 juin 2021, pour le reste de la première saison de dix épisodes. La deuxième saison a été diffusée le 12 mai 2022, avec une sortie hebdomadaire en deux épisodes.
Elle a été diffusée sur Amazon Prime Video au Royaume-Uni le 1er avril 2022.

## Épisodes
Saison 1 (2021)

1. Dans le creux de la vanne (There Is No Line)
2. La Traversée du désert (Primm)
3. Mise à nu (A Gig's a Gig)
4. Mère-fille, mode d'emploi (D'Jewelry)
5. La Chute (Falling)
6. Un Nouveau regard (New Eyes)
7. Le Tunnel de l'amour (Tunnel of Love)
8. Riche et célèbre (1.69 Million)
9. L'Entretien (Interview)
10. La Gifle (I Think She Will)

Saison 2 (2022)

1. Coup de sang (There Will Be Blood)
2. Il n'y a que la vérité qui blesse (Quid Pro Quo)
3. Sur la route (Trust the Process)
4. La Croisière s'amuse (The Captain's Wife)
5. L'important, c'est de gagner (Retired)
6. Le Triomphe (The Click)
7. Sans concession (On the Market)
8. Tout ce que j'ai toujours voulu dire (The One, the Only)

Saison 3 (2024)

1. Juste pour rire (Just for Laughs)
2. Mieux vaut tard que jamais (Better Late)
3. Le Roast de Deborah Vance (The Roast of Deborah Vance)
4. Bienvenue au club (Join the Club)
5. Les Randonneuses (One Day)
6. Ça va swinguer ! (Par for the Course)
7. Le Miracle de Noël (The Deborah Vance Christmas Spectacular)
8. Mea Culpa (Yes, And)
9. Carte blanche (Bulletproof)

Saison 4 (2025)

1. Big, Brave Girl
2. Cover Girls
3. What Happens in Vegas
4. I Love L.A.
5. Clickable Face
6. Mrs. Table
7. D'Christening
8. Witch of the Week
9. A Slippery Slope
10. Heaven

## Accueil

### Réponse critique
La première saison a été acclamée par la critique. L'agrégateur d'avis Rotten Tomatoes a rapporté une cote d'approbation "Certified Fresh" de 100 % sur la base de 68 avis critiques, avec une note moyenne de 8,2/10. Le consensus des critiques du site Web déclare : « Un début piquant qui tire peu de coups de poing, Hacks équilibre habilement ses critiques acerbes du monde de la comédie avec des moments plus intimes, tout en donnant à l'incomparable Jean Smart un rôle digne de ses talents - et un excellent partenaire dans Hannah Einbinder. ». Metacritic a calculé une note moyenne pondérée de 82 sur 100 sur la base de 24 critiques, indiquant une "acclamation universelle".
La deuxième saison a également été saluée par la critique. Sur Rotten Tomatoes, il a également reçu une note d'approbation "Certified Fresh" de 100 % sur la base de 40 critiques, avec une note moyenne de 8,6/10. Le consensus des critiques du site Web déclare :« Hacks prend la route, mais Jean Smart et Hannah Einbinder restent très à l'aise l'une avec l'autre dans une deuxième saison qui trouve de nouvelles façons d'approfondir l'amitié adorable de la paire centrale. ». Sur Metacritic, il a reçu une note de 88 sur 100 basée sur 22 critiques, indiquant une "acclamation universelle" .

## Distinctions

### Récompenses
- Golden Globes 2023 : Meilleure série musicale ou comique
- Golden Globes 2025 : 
  - Meilleure série musicale ou comique
  - Meilleure actrice dans une série musicale ou comique pour Jean Smart

### Nominations
- Golden Globes 2023 : 
  - Meilleure actrice dans une série musicale ou comique pour Jean Smart
  - Meilleure actrice dans un second rôle dans une série musicale, comique ou dramatique pour Hannah Einbinder
- Golden Globes 2025 : Meilleure actrice dans un second rôle dans une série musicale, comique ou dramatique pour Hannah Einbinder